# Franciscus Sylvius

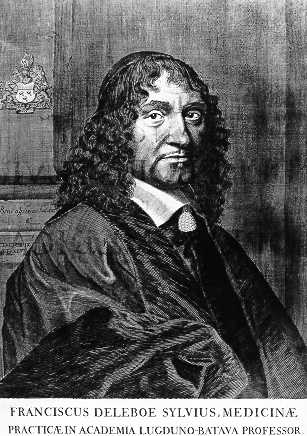
Franciscus Sylvius

Franciscus Sylvius (sau Franz De Le Boe, Franciscus de le Boë Sylvius) (n. 15 martie 1614 — d. 16 noiembrie 1672) a fost medic, anatomist și chimist olandez. este considerat unul din pionierii chimiei clinice moderne. De numele său este legat mineralul silvină.

## Biografie
S-a născut la Hanau, Germania, dar cea mai mare parte a vieții și-a petrecut-o în Olanda.
A studiat la diverse universități neerlandeze și germane ca discipol al lui Adolphus Vorstius și Emmanuel Stupanus. Era adeptul teoriilor lui René Descartes. În 1637 obține doctoratul la universitatea din Basel.
În 1658 era numit profesor de medicină la Universitatea din Leyden. Reunește în jurul său o adevărată echipă de cercetători, printre care Reinier de Graaf și Jan Swammerdam.
Printre studenții săi valoroși se pot enumera: Jan Swammerdam, Reinier de Graaf, Niels Stensen și Burchard de Volder.